# 807
Năm 807 là một năm trong lịch Julius.